# Sterlet (U-Boot, 1938)
HMS Sterlet (Kennung: N22) war ein U-Boot der britischen Royal Navy im Zweiten Weltkrieg.

## Geschichte
siehe: Geschichte der Shark-Klasse und detaillierte Geschichte der S-Klasse
Die Sterlet (→Sterlet) war ein Boot der zweiten Baugruppe der erfolgreichen S-Klasse. Dieses Baulos wird auch als Shark-Klasse bezeichnet. Sie wurde am 14. Juli 1936 auf der Marinewerft Chatham auf Kiel gelegt, lief am 22. September 1937 vom Stapel und wurde von der Royal Navy am 6. April 1938 in Dienst gestellt.
Nach dem Ausbruch des Zweiten Weltkrieges am 1. September 1939 wurde das U-Boot in der Nordsee eingesetzt.
Am 14. April 1940 (unter dem Befehl von Lt. Gerard Henry Stacpoole Haward) torpedierte die Sterlet im Skagerrak südlich von Larvik auf der Position 58° 40′ N, 9° 56′ O das deutsche Artillerieschulschiff Brummer. Das bei der deutschen Landung in Nordeuropa als Transporter eingesetzte Schiff wurde schwer beschädigt und sank am folgenden Tag.
Die Sterlet wurde wahrscheinlich am 18. April 1940 im Skagerrak auf der Position 58° 55′ N, 10° 10′ O von den deutschen U-Jägern UJ-125, UJ-126 und UJ-128 versenkt. Es gab keine Überlebenden. Möglicherweise ging das U-Boot auch auf dem Rückweg zur Basis durch einen Minentreffer verloren.